# Stoner Rock
Stoner Rock ist eine Stilrichtung der Rockmusik, die innerhalb der Desert-Rock-Szene von Palm Desert entstand. Die Stilrichtung ist eng mit dem Stoner Doom verbunden.

## Begriffsgeschichte

### Stoner Rock

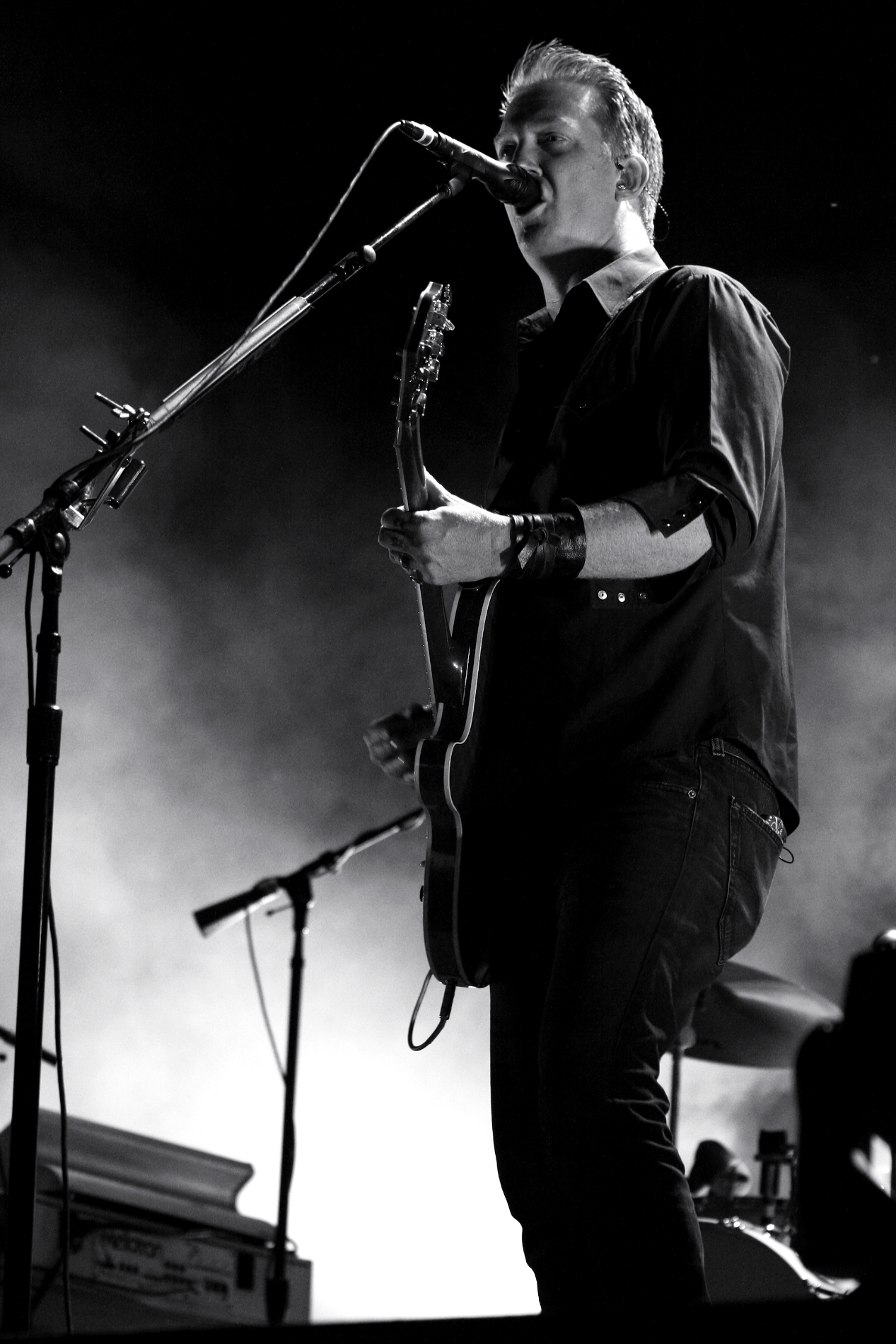
Josh Homme, hier 2014 mit Queens of the Stone Age, lehnte die Bezeichnung Stoner Rock ab

Das Wort Stoner Rock geht zurück auf den englischen Slang-Ausdruck „stoned“ für bekifft. Es erlangte spätestens 1997 mit dem Sampler Burn One Up! Music for Stoners den medialen Durchbruch, obgleich das Wort nach Aussagen von Josh Homme vermutlich europäischer Herkunft ist und sich erst zwei Jahre nach dem Abklang der ersten großen Szene-Bands etablierte. Josh Firestone, ein interner Mitarbeiter von MeteorCity, verwendete erst den Begriff Desert Rock, um die Bands zu beschreiben, obwohl das hauseigene Label Roadrunner Records sich spätestens bei einem ihrer Meetings auf Stoner Rock einigte. Auf diesem Sampler befindet sich auch eines der ersten Lieder der Stoner-Rock-Band Queens of the Stone Age. Josh Homme, der ebenfalls anwesend war, äußerte sich zu diesem Meeting später im Gespräch mit stonerrock.com abschätzig über den Begriff.

„Nur damit ihr es wisst: Ich war bei einem Meeting, wo sie mit diesem Begriff um sich warfen. Sie fragten mich was ich davon hielte, und ich sagte lediglich: ‚Ich denke, er ist scheisse‘“

Den Begriff Stoner Rock sehen neben Homme noch viele weitere Szene-Künstler kritisch, obwohl er der einzige Begriff für diese Musik ist, welcher sich langfristig durchgesetzt  hat und im Musik-Journalismus, Marketing und Literatur langfristig etablierte. So sprach Scott Reeder, Bassist der Stoner-Rock-Band Kyuss, davon, sich den Begriff früher gewünscht zu haben, da er stets ein Problem damit hatte, in die Metal-Ecke gedrückt zu werden. Einige Journalisten und Musiker sind jedoch der Meinung, dass der Terminus Stoner Rock die Musiker diskreditiere und die Musik ausschließlich auf den Konsum von Drogen reduziere.

### Desert Rock
Ein weiteres Problem stellt der Begriff Desert Rock als Synonym für den Stoner Rock dar. Während einige Journalisten der Meinung sind, den gleichen Stil zu beschreiben, verstehen andere Desert Rock als regionale Abgrenzung zum Stoner Rock, um damit jene Bands zu benennen, die im Rahmen der Szene rund um Palm Desert entstanden. Dabei kursierten im Umfeld der Palm-Desert-Szene nicht nur Stoner-Rock-Bands, sondern auch Bands wie Unsound oder The Breed, deren soziale und musikalische Bezugspunkte eher dem Punk zuzuordnen sind, was mitunter auf den Einfluss der Band Black Flag zurückzuführen ist. Aber auch die Desert-Rock-Band Yawning Man, welche sich musikalisch am Psychedelic Rock bedient und diesen Klang um Nuancen des Surf Rock verfeinert, gilt als einer der Pioniere und Impulsgeber des Desert Rock. Neben Yawning Man gibt es weitere Bands aus dem Punk-, Hardrock- und Metal-Umfeld wie Throw Rag, House Of Broken Promises, Unida, Mondo Generator, Nuclear Youth, Hornss und Dali’s Llama, die alle Teil der Desert-Rock-Szene waren und somit trotz ihrer musikalischen Unterschiede auch als Desert-Rock-Bands verstanden werden.
Der Begriff Desert Rock versteht sich also als Dachbegriff für alle Bands, die im Rahmen der Szene rund um Palm Desert entstanden sind.
Hierbei definiert der Terminus keinen einheitlichen Musikstil, sondern umfasst die Masse an Bands, die sich stilistisch am Punk, Metal, Hard-, Stoner Rock und Psychedelic Rock orientierten.
Die Szene hatte nie aus der Intention heraus musiziert, kommerziell erfolgreich zu sein, sondern das Miteinander jammen als höchstes Gut verstanden, was als wesentlicher Faktor für eine breite Spannweite an musikalischer Diversität gilt.
Jörg Steineck, Regisseur des Dokumentarfilms Lo Sound Desert spricht neben Desert Rock hier vom Desert Punk, um den Klang der Bands zu beschreiben, die dieser Desert-Rock-Szene angehören, sich aber nicht ausschließlich am Stoner-Rock orientieren und eine musikalisch härtere, von Punk und Metal durchtränkte Form von Musik spielten. Generell verstanden sich die Bands aus der Szene als eine Gemeinschaft, ohne die musikalischen Unterschiede zu beachten. Soziokulturell verstand die Szene Punk und Metal stets als gemeinsamen und einzigen Nenner.
Daher erklärt sich, dass Stoner Rock ein Genre ist, welches sich dem Überbegriff Desert Rock unterordnet.
Desert Rock versteht sich hierbei als Dachbegriff für alle Bands mit unterschiedlichen Musikrichtungen, die im Rahmen der Szene um das Palm-Desert-Kollektiv entstanden sind.

„Punk Rock zu dieser Zeit, Punk in der Wüste stand für eine weite Spannbreite von Musik.
Es gab keine Kleiderordnung oder musikalische Beschränkung, wie das Wort Punk heute impliziert.
Es war eine sehr offene Szene mit großen Unterschieden innerhalb individueller Gruppen.“

## Stil

### Stilmerkmale
Laut Allmusic  basiert der Stoner Rock auf Einflüssen des Punk und des Bluesrock, aber ebenso greifen die Interpreten auf Elemente des Doom Metal und des Psychedelic Rock zurück. Dabei werden Bands wie Black Sabbath, The Melvins, Saint Vitus, Blue Cheer, Blue Öyster Cult und Hawkwind als Vorbilder ausgemacht. Die Stoner-Rock-Gruppen ergänzen diesen Stil aus Doom, Punk, Psychedelic und Acid Rock um den brummenden Klang der frühen Grunge-Interpreten des Labels Sub Pop.
Als stilprägende Basis gilt der Bluesrock, dieser wird mit tief gestimmten Gitarren, die teilweise durch Bassverstärker gespielt werden, scheppernden Drums, entrücktem bis rockigen Gesang, stark ausgeprägtem Groove und einem allgemein sehr basslastigen Sound ergänzt. Vereinzelt sind aufwändig aufgebaute „20-Minuten-Stücke“ mit ausführlicher Aufbaustruktur und langen meditativen und jamartigen Abschnitten Teil der Musik. Als typisch gilt ein dynamischer Kontrast von sehr sanften und harten Passagen. Musikalisch besteht eine Verwandtschaft mit dem Doom Metal, was sich vornehmlich auf das Gitarrenspiel, insbesondere das Riffing und die Verzerrung, beschränkt, während der Sound ansonsten eher an die härteren der Psychedelic-Rock-Bands der späten 1960er und frühen 1970er Jahre erinnert, die für viele Stonerbands als Quelle der Inspiration dienen. Stoner-Bands greifen oft auf eine Vielzahl an Effektgeräten wie z. B. Fuzz, Wah-Wah-Pedalen, Flanger und Distortion zurück.

### Hybride und Weiterentwicklungen
Einige der international verbreiteten Gruppen bedienen sich nicht rein am Stoner Rock der ersten Bands, sondern nutzen Elemente und Nuancen vieler artverwandter Genres und lassen diese in ihre Musik einfließen. So wird der schwedischen Stoner-Formation Truckfighters eine Nähe zu Tool zugeschrieben, obgleich Tool im Segment des Progressive Metal beheimatet ist. Steineck spricht in einem Interview über seine Dokumentation Truckfighters Fuzzomentary über den musikalischen Wandel der Band und ihren Einflüssen.

„Truckfighters seemed to have morphed into something different, that’s what I like about them.
Their new album doesn’t sound like this stereotype kind of ‘stoner rock’ anymore“

„Die Truckfighters scheinen sich geändert zu haben, und das mag ich an ihnen. Ihr neues Album kling nicht mehr nach dieser stereotypen Form des ‘Stoner Rock’“

Bands wie Orange Goblin oder Mammoth Mammoth kombinieren ihren Stoner Rock seit jeher mit Hard-Rock-Elementen. Die aus Deutschland stammende Band Colour Haze nutzt Einflüsse und Spielarten des Psychedelic Rock, um ihr Sounddesign zu vervollständigen.
Trotz vieler neuer Bands gibt es noch heute Formationen und Gruppen wie Fu Manchu oder die 2017 durch John Garcia reaktivierten Slo Burn, die bis heute puristisch den Stoner Rock bedienen, ohne dabei auf Einflüsse anderer Genres zurückzugreifen.
Mit Vic du Monte’s Persona Non Grata entstanden Mitte der 2000er Formationen, die sich stilistisch am Post-Punk orientierten und bis heute aus Mitgliedern früherer Stoner- & Desert-Rock-Bands entwickelten.

## Geschichte

### Anfangszeit und Entwicklung

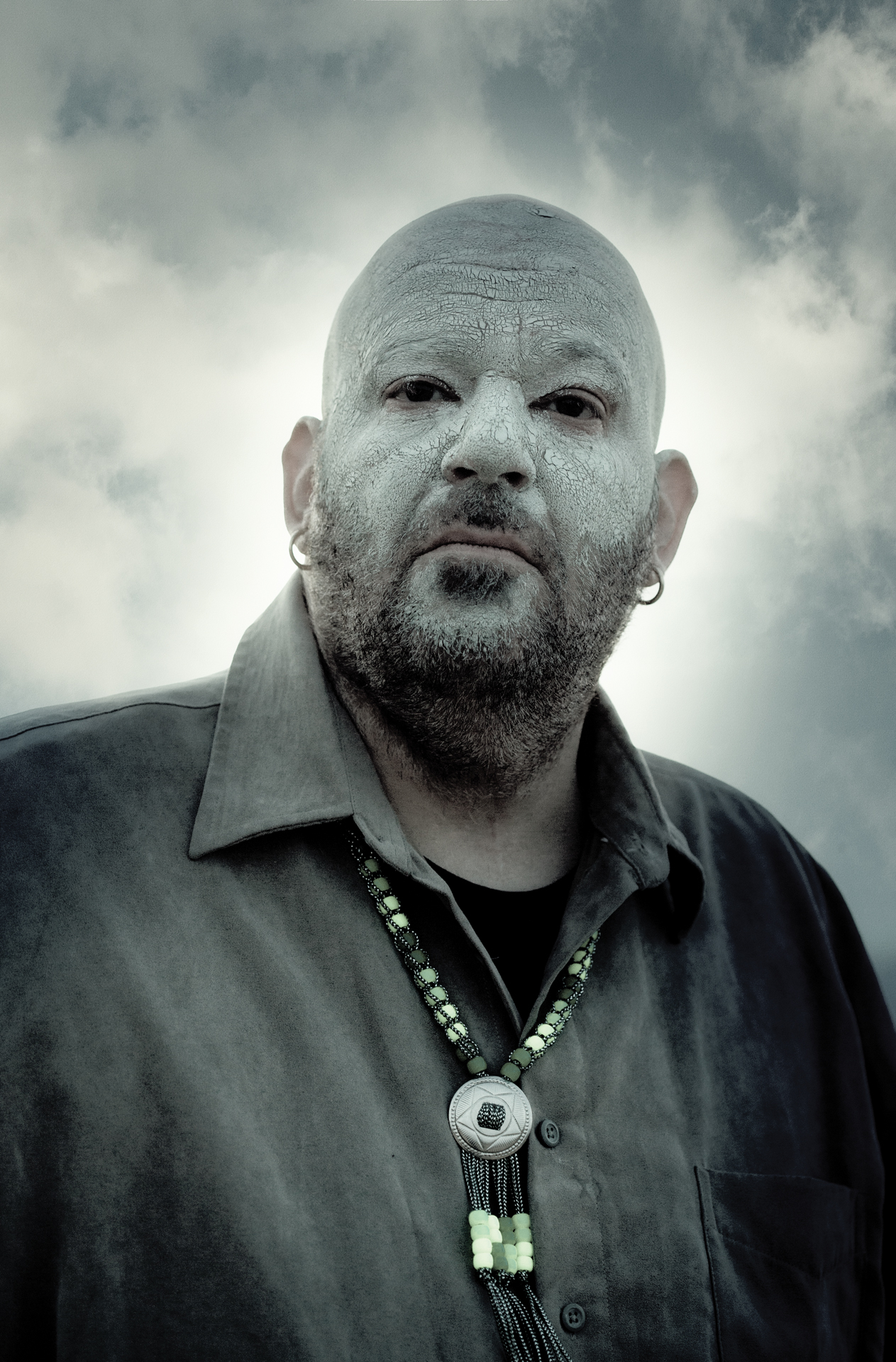
Die Gruppe Masters of Reality um Chris Goss zählt zu den wichtigen Wegbereitern des Stoner Rock

Stoner Rock entstand Ende der 1980er, Anfang der 1990er. Als Wegbereiter wirkte neben Chris Goss’ Masters of Reality auch Mario Lalli, dessen Band Yawning Man großen Einfluss auf die als Inbegriff des Stoner Rock geltenden Kyuss hatte. Neben den frühen Veröffentlichungen des Doom Metal und Psychedelic Rock definierten The Melvins zwischen 1986 und 1991 einen rhythmusdominierten, schleppenden Metal, der sich nachhaltig auf Grunge, Sludge und Stoner auswirken sollte.
Zusammen mit dem Debüt der als Grunge-Band populären Gruppe Soundgarden Ultramega OK (1988), dem Album der Stoner-Doom-Gruppe Sleep Holy Mountain (1992) und den Alben Blues for the Red Sun und Welcome to Sky Valley der Stoner-Rock-Band Kyuss formte sich der Sound zu einem eigenen regional übergreifendem Genre, wobei Sleep hierbei den Stoner Doom bediente, welchen sie später mit dem Album Dopesmoker ausbauen sollten. Die Band Monster Magnet, die wie The Atomic Bitchwax aus New Jersey kam, wo sich eine eigene lokale Szene entwickelt hatte, wurden spätestens mit ihrem dritten Album Dopes to Infinity bekannt und erreichten kommerziellen Erfolg, der nachhaltig über die lokale Szene hinausging. Die Szene aus New Jersey entwickelte sich relativ zeitgleich unabhängig von Palm Desert.
Eine der wichtigsten, im Szene-Jargon genannten Desert-Bands war Mario Lalli’s Yawning Man. Gerade die intensiven Auftritte von Yawning Man führten dazu, dass die Veranstaltungen in der Wüste bald zu einem Treffpunkt und Geheimtipp der Szene wurden.
Aufgrund ihres Einflusses auf spätere Stoner-Rock-Bands wie z. B. Kyuss gilt die Formation unter Fans und Szene-Bands als Erfinder und Impulsgeber dessen, was nachfolgend Desert Rock benannt wurde. Musikalisch bedient Yawning Man eine von Surf-Elementen durchtränkte Form des Psychedelic Rock.
Nach Aussagen von Szenegrößen wie Brant Bjork waren u. a. Yawning Man einer der Pioniere des Desert Rock:

„Yawning Man was the sickest desert band of all time. You’d just be up there in the desert, everybody’d just be hanging, partying. And they’d show up in their van and just, mellow, drag out their shit and set up right about the time the sun was goin’ down, set up the generators, sometimes they’d just go up there and drink beers and barbecue. Sometimes it would be a scene; sometimes it would be very intimate. It was very casual and loose and everybody would like, while they’re playing, everyone would just lounge around. They were kinda like a house band. It wasn’t militant like Black Flag. It was very drugged, very stone-y, it was very mystical. Everyone’s just tripping, and they’re just playing away, for hours. Oh, they’re the GREATEST band I’ve ever seen.“

„Yawning Man war die kaputteste Desert-Band aller Zeiten. Man musste nur in der Wüste abhängen und feiern und sie kamen in ihrem Van vorbei, räumten gemächlich ihren Scheiß aus und bauten auf. Genau in dem Augenblick, in welchem die Sonne unterging, warfen sie ihre Generatoren an. Manchmal gingen sie einfach rauf tranken Bier und grillten. Manchmal war es eine richtige Szene und manchmal war es sehr familiär. Es war locker und lässig. Alle hingen einfach herum während sie spielten. Sie waren wie eine Hausband, nicht militant wie bei Black Flag. Es war mehr betäubt, stoned und sehr mystisch. Alle waren auf einem Trip und sie spielen einfach für Stunden. Oh, sie sind die GRÖSSTE Band die ich je gesehen habe.“

Als das Mekka des Stoner Rock galt in den 1990er Jahren das Palm Desert in Kalifornien, wo eine Szene Dutzender Musiker, Produzenten und Künstler zahlreiche Projekte hervorgebracht hat.
Die sogenannten Generator-Partys waren in den frühen Neunzigern rund um Palm Springs die Anlaufstelle der alternativen Musikszene. Das Kollektiv rund um die Szene von Palm Desert entwickelte sich aufgrund des mangelnden Angebots alternativer musikalischer Veranstaltungen in den Städten der Umgebung. Der Widerstand gegen laute Musik und etwaige Klagen über Ruhestörungen der Einwohner trugen ebenfalls dazu bei, dass die Jugendlichen die Wüste als Rückzugsort nutzen.
Einen großen Einfluss auf die Popularität des Stoner Rock hatte auch Nirvana-Schlagzeuger Dave Grohl, der 1992 im Zusammenhang mit der Szene und dem Kyuss-Album Blues for the Red Sun von einer musikalischen Revolution sprach. In Fernsehinterviews und Musikzeitschriften lobte Grohl gerade Kyuss als Speerspitze der Szene so sehr, dass die Band durch mediale Aufmerksamkeit bald die Möglichkeit hatte, als Vorband mit der Heavy-Metal-Formation Metallica auf Tour zu gehen.
Neben Grohl nahm Masters of Realitys Chris Goss eine zentrale und wichtige Rolle in der Stoner-Rock-Szene ein.
Das erste Album seiner Band hatte großen Einfluss auf die Musiker und gab der Szene wichtige musikalische Impulse.
In seinen Monkey Studios in Palm Springs/Kalifornien wirkte er ab 1992 an den Alben von Kyuss mit und fungierte als Schlüsselfigur im Sounddesign. Durch diese außerordentlichen Leistungen und seinen Einfluss spricht laut.de hier vom „Vater des Stoner Rock“.
Zusätzlich wird ihm dank seines Satzes „You guys sound like the queens of the stone age“ indirekt die Namensfindung des späteren Josh Homme-Projekts zugeschrieben. Hierzu sind Bezugspunkte zum Konzept des ständigen Mitgliederwechsels zu erkennen.

### Regionaler Niedergang und Nachwirkungen
Durch den großen Hype wuchs das Umfeld der Szene bei Veranstaltungen schnell auf eine unüberschaubare Menge an. Statt 200 Leuten kamen inzwischen mehr als 1500, wodurch die Organisation immer schwieriger wurde, während nie ein festes Eventmanagement vorhanden war. Durch das Aufkommen von Gang-Mitgliedern, Drogendealern und dadurch provozierte Polizei-Einsätze fand die letzte Generator-Party 1994 in der Wüste von Palm Desert statt. Die Besetzung von Yawning Man kümmerte sich um diverse Nebenprojekte und legte die Band für einige Zeit still.
Kyuss löste sich 1995 nach ihrem letzten Album …And the Circus Leaves Town auf. Dennoch entwickelten sich in kurzer Zeit neue Bands. John Garcia gründete die Stoner-Rock-Bands Hermano und kurz darauf Slo Burn, Josh Homme orientierte sich nach den Desert Sessions mit seiner daraus entstandenen Band Queens of the Stone Age zwar anfänglich noch am Stoner Rock, später hingegen verstärkt am Alternative Rock.
Mit dem kommerziellen Durchbruch von Kyuss, Queens of the Stone Age und Monster Magnet bildeten sich weltweit Bands, die sich teilweise mit Fremdeinflüssen aus Rock n Roll, Hard Rock, Southern Rock, Progressive Rock, Psychedelic, Bluesrock und Metal am Stoner Rock der ersten Bands orientierten.

### Internationale Weiterentwicklung
Im Nachhinein ist in vielen Ländern eine eigene Stoner-Rock-Bewegung mit eigenen Bands entstanden. So bedienen Bands rund um den Globus, aber vorwiegend in Europa und Amerika wie Truckfighters (Schweden), Celestial Season, Sungrazer/The Machine (Niederlande), Colour Haze, Kadavar (Deutschland) und Stoned Jesus (Ukraine) den Stoner Rock. Um die Jahrtausendwende festigten sich international weitere Gruppen und Szenen, wodurch sich der Stoner Rock zu einem renommierten Musikstil im Spektrum zwischen Rock und Metal entwickelte.

#### Skandinavien
Mit Lowrider 1998, Demon Cleaner 1999, Dozer, Greenleaf und Generous Marla 2000 sowie Backdraft, Black Debbath, El Caco, Elephant Bell, Blake und Freedom Bleeder 2001 entstand eine rege und vielschichtige skandinavische Szene mit einem Schwerpunkt in Schweden.

#### Vereinigtes Königreich
In Großbritannien debütierten The Heads bereits 1996 und standen damit parallel zur Szene des Palm Dessert. Neben der Gruppe Cathedral, die sich in einem ähnlichen Zeitraum immer stärker in den Hard Rock und Stoner Doom vertiefte, entstanden kaum britische Stoner-Bands, die eine eigenständige Szene wie in den Vereinigten Staaten ausbildeten. Gruppen wie The Last Drop, welche 2002 debütierte, oder die 2003 debütierte und vollständig instrumentale Band Gonga sowie die sich im Verlauf der 2000er Jahre auf den Stoner Rock konzentrierende Gruppe The Kings of Frog Island waren eher selten.

#### Australien und Neuseeland

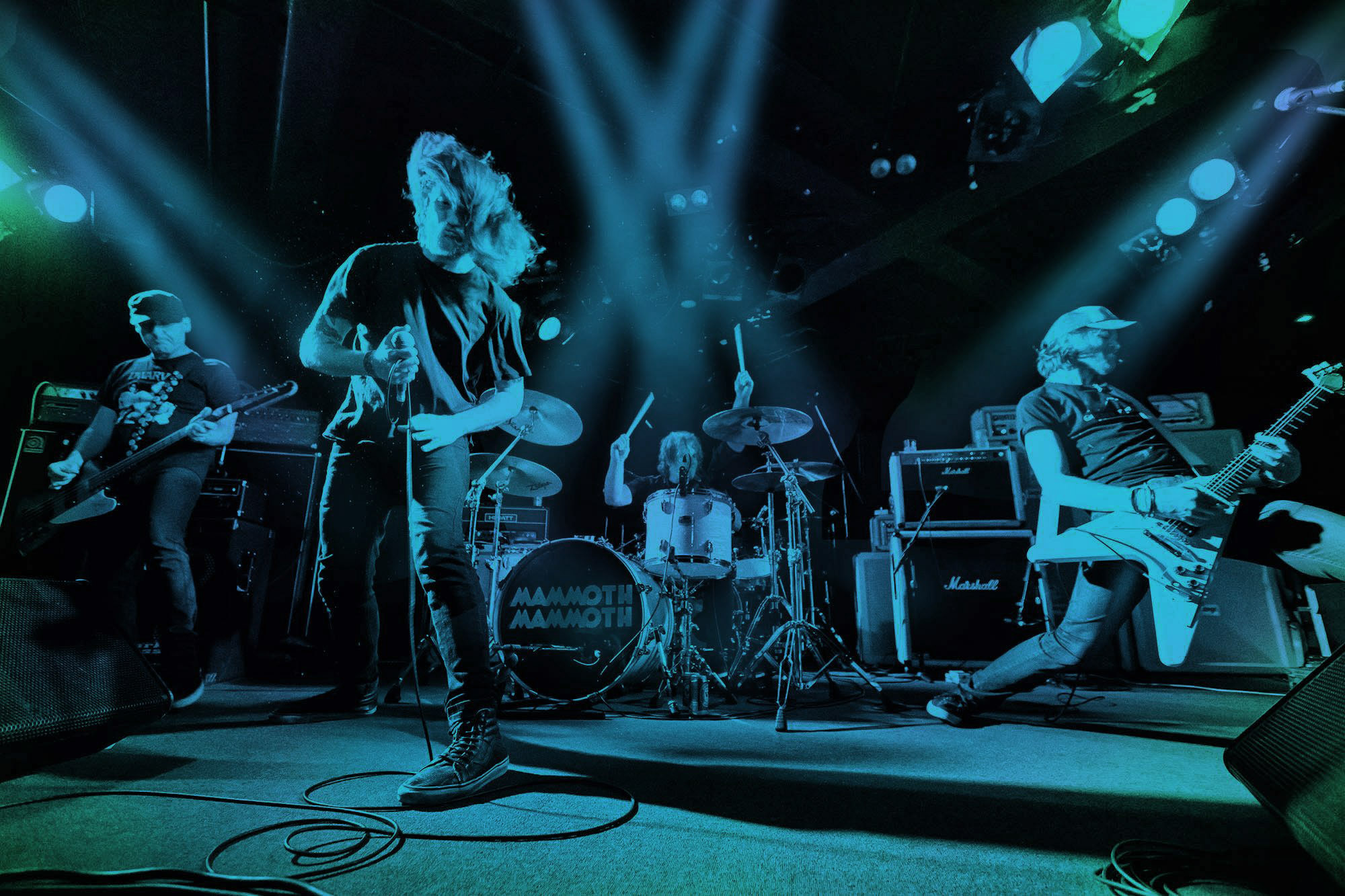
Die 2007 gegründeten Mammoth Mammoth kombinieren Stoner Rock mit Elementen des Hard Rock

In Australien und Neuseeland formierten sich ebenso einige Gruppen, die insbesondere national kommerziellen Erfolg verbuchen konnten. Neben Daredevil, Dern Rutlidge und Datura, die alle um die Jahrtausendwende begannen Stoner Rock zu spielen, gehören besonders die australischen Mammoth Mammoth und die neuseeländischen Beastwars zu den regional populären und erfolgreichen Vertretern des Genres. Dabei griffen die australischen und neuseeländischen Gruppen häufig auf weitere Einflüsse jenseits des Stoner Rock zurück. Beastwars erreichten indes mit ihren ersten drei Alben hohe Chartpositionen in Neuseeland.

#### DACH-Region
Mit Duster 69, die 1999 mit Interstellar Burst debütierten, und Calamus, die 1998 mit der EP Road Trax erstmals in Erscheinung traten, bildeten sich auch in Deutschland die ersten Stoner-Rock-Gruppen vor der Jahrtausendwende. Mit später in Erscheinung tretenden Gruppen wie Black Space Riders, Colour Haze, The Ghost Rockets, Hainloose und besonders Kadavar entstanden Gruppen, die den Stoner mit weiteren Musikstilen vermengten und rege rezipiert wurden. Kadavar erreichten in Deutschland, Österreich und der Schweiz die Charts.

#### Benelux-Länder
Bereits 1995 orientierte sich die Band Celestial Season mit ihrem zweiten Album punktuell am Stoner Rock. Stücke wie Solar Child entsprachen noch vor der internationalen Verbreitung dem Genre. Neue Stoner-Rock-Bands aus den Niederlanden wie Candybar Planet, 7Zuma7 und Sungrazer etablierten sich schnell und konnten früh erste Erfolge auch auf internationaler Ebene verbuchen. 1997 debütierte 7Zuma7 mit der gleichnamigen EP. Nach vier Jahren löste sich die Band auf, nachdem zuletzt Ende April 2000 Frontmann Jerry van Eyck die Band verließ und kurze Zeit später der Bassist folgte. Der Rest der Band trat unter neuem Namen weiterhin auf. 2011 gab die Band ein letztes Konzert im Effenaar in Eindhoven. 1999 folgten Bands wie Candybar Planet, die mit dem Album 32 Bitch den Stoner Rock bediente. Die 2009 gegründete Band Sungrazer löste sich bereits 2013 nach dem Tod des Sängers Rutger Smeets auf, während die restlichen Mitglieder die Band The Machine gründeten. Die Band publizierte, wie viele Formationen aus den Benelux-Staaten, ihre Veröffentlichungen beim deutschen Stoner-Label Elektrohasch.

#### Weströmische Länder
In den westeuropäischen Ländern Spanien, Frankreich, Italien und Portugal waren es gerade Bands wie Insider mit Land of Crystals, Allhelluja und Low Vibes, die bis in die Gegenwart den Stoner Rock als gemeinsamen musikalischen Nenner verzeichneten. Die italienische Band Allhelluja trat erstmals mit Inferno Museum in Erscheinung und Low Vibes wurde durch Samplerbeiträge wie The Mighty Desert Rock Avengers über die Landesgrenzen hinaus bekannt.

#### Vereinigte Staaten
Die in den USA von ehemaligen Mitgliedern der Stoner-Band Fu Manchu gegründete Band Nebula erreichte szeneübergreifenden Erfolg. Bekanntheit außerhalb des Stoner Rocks erreichten sie unter anderem durch Beiträge zu den Soundtracks der Computerspiele NHL 2K7, Tony Hawk’s Underground 2 und Tony Hawk’s Pro Skater 4. Die Popularität außerhalb der Szene führte dazu, dass die Band zu einer John-Peel-Session geladen wurde und das dort aufgezeichnete Live-Set dennoch erst im Jahre 2008 veröffentlichte. Auch Nebula kombiniert den Stoner Rock seit jeher mit Elementen aus Hard Rock, Metal und Psychedelic Rock.
Auch die amerikanische Stoner-Band Black Lung entstand im Winter 2013 aus den ehemaligen Mitgliedern der Psychedelic-Rock-Band Flying-Eyes. Im Sommer 2014 erschien das gleichnamige Debütalbum. Das 2016 veröffentlichte zweite Album See the Enemy wurde durch Auftritte in Europa, unter anderem auf dem Freak Valley Festival in Deutschland, vorgestellt.
Die Band White Nails brachte mit ihrer EP First Trip eine der ersten Veröffentlichungen aus dem nordamerikanischen Raum auf den Markt.

## Dokumentarfilme
- Joerg Steineck (Regie): Lo Sound Desert CARGO Records GmbH 2016,.